# Anthanassa atronia
Anthanassa atronia is een vlinder uit de familie Nymphalidae. De wetenschappelijke naam van de soort is voor het eerst geldig gepubliceerd in 1866 door Henry Walter Bates.